# Kaman
Kaman az azonos nevű körzet központja, mely Kırşehir tartományban, Törökországban található. A 2000-es népszámláláskor a körzet lakossága 60 919 fő volt, ebből 27 962 élt a településen. 2008-ra a körzet lakossága 44 617 főre változott, a város lakossága pedig 21 358 főre csökkent.

## Külső hivatkozások
- https://web.archive.org/web/20080317002421/http://www.kamanbelediyesi.net/